# Wola Osińska
Wola Osińska – wieś w Polsce położona w województwie lubelskim, w powiecie puławskim, w gminie Żyrzyn.
Wieś szlachecka położona była w drugiej połowie XVI wieku w powiecie lubelskim województwa lubelskiego. W 1870 wieś została wyłączona z gminy nowoaleksandryjskiej i przyłączona do gminy Żyrzyn. 
W latach 1975–1998 miejscowość należała administracyjnie do ówczesnego województwa lubelskiego.
Wieś stanowi sołectwo gminy Żyrzyn. Według Narodowego Spisu Powszechnego z roku 2011 wieś liczyła 420 mieszkańców.
Wieś wchodziła w 1662 roku w skład klucza iwanowickiego Łukasza Opalińskiego. 
Wierni Kościoła rzymskokatolickiego należą do parafii Znalezienia Krzyża Świętego i św. Andrzeja Apostoła w Końskowoli.